# Deltavjatia
Deltavjatia vjatkensis
Genre
Espèce
Synonymes
Deltavjatia est un genre fossile de reptiles procolophoniens herbivores appartenant à la famille des Pareiasauridae, ayant vécu durant le Capitanien (Permien moyen), il y a 260 millions d'années dans ce qui est aujourd'hui la Russie européenne. Une seule espèce est connue, Deltavjatia vjatkensis, nommée par le paléontologue Oleg Anatolyevich Lebedev en 1987.

## Découverte

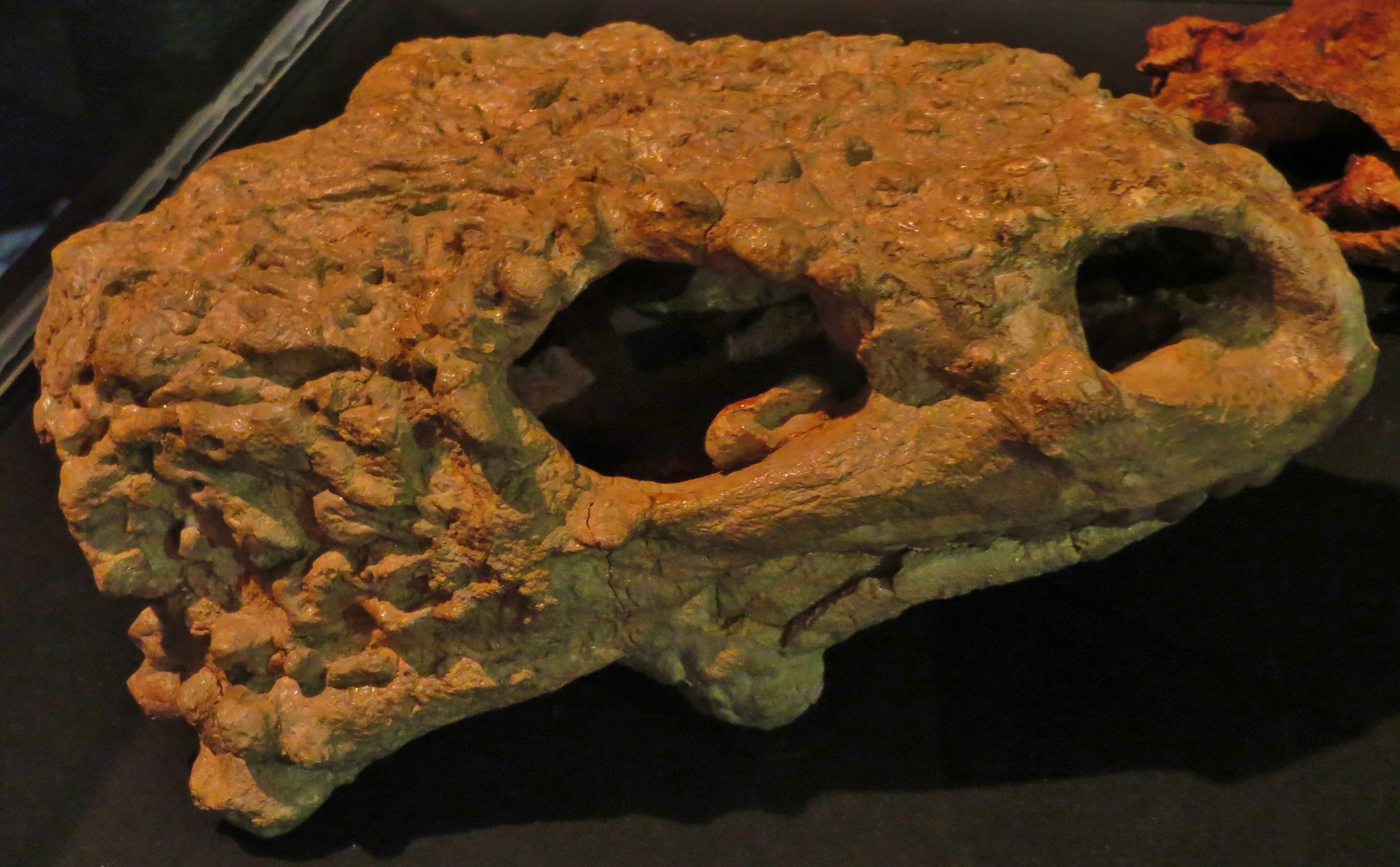
Crâne de Deltavjatia vjatkensis.

Le premier spécimen de Deltavjatia est un crâne et une mandibule inférieure (catalogué PIN 2212/1), trouvé dans la formation d'Urpalov à Kotelnitch, près de la rivière Viatka,. L'animal sera placé comme un sous-taxon de Pareiasauridae par M.S.Y. Lee, en 1997.

## Description

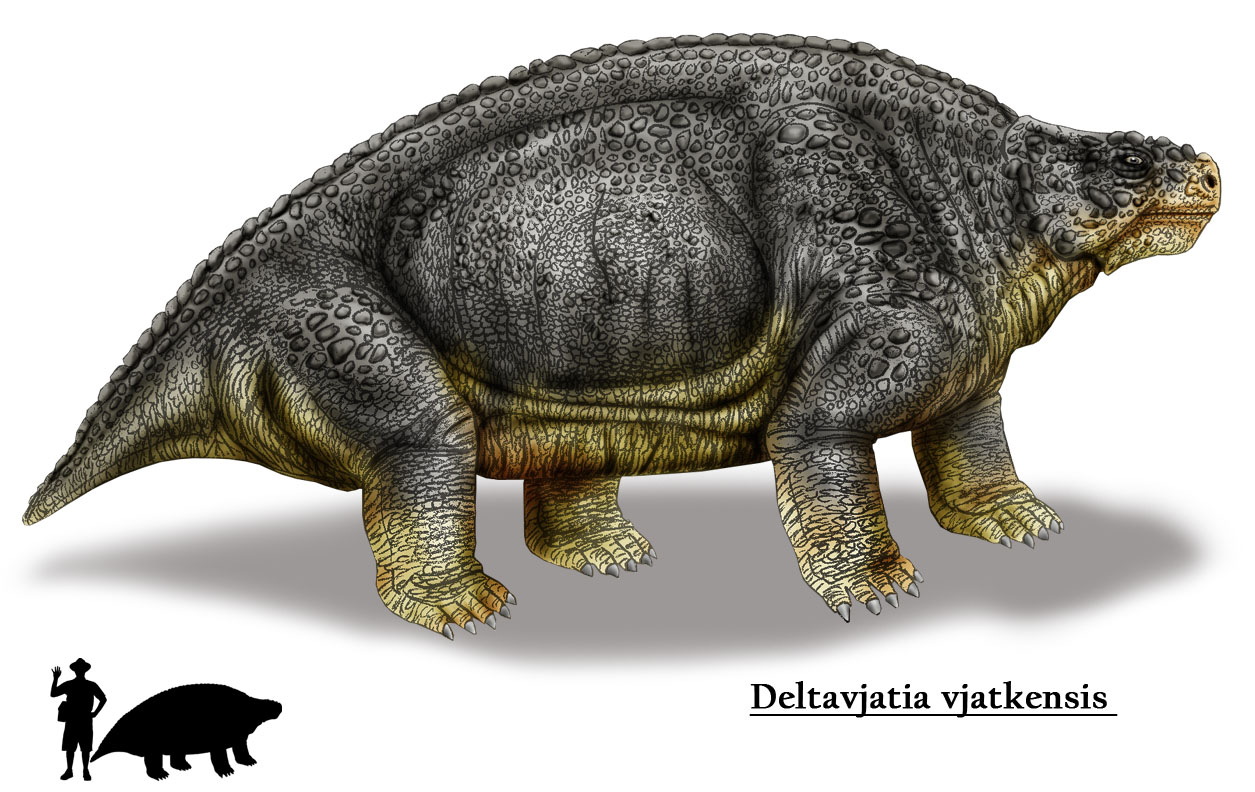
Vue d'artiste deDeltavjatia vjatkensis comparée à un humain.

L'animal possède un grand corps mesurant environ 1,5 mètre de longueur.